# کلتمای جنوبی
کلتمای جنوبی (انگلیسی: South Keltma) یک رودخانه در سرزمین پرم کشور روسیه است.